# Asnnel Robo
Asnnel Robo (* 4. November 1993 in Cayenne, Französisch-Guayana) ist ein französischer American- und Canadian-Football-Spieler auf der Position des Runningbacks.

## Werdegang
Robo, der in seiner Jugend zunächst im Fußball und im Tennis aktiv gewesen war, begann als Achtzehnjähriger bei den Blue Stars de Marseille mit dem American Football. Bereits in seiner ersten Saison wurde er in die französische Junioren-Nationalmannschaft berufen, um an der U19-Weltmeisterschaft in Austin, Texas teilzunehmen. Nach zwei Jahren bei Marseille wechselte Robo in das Trainingszentrum Pôle espoir de Toulon. Im Herbst 2014 wurde Robo vom kanadischen Cégep Thetford rekrutiert, wo er eine Saison für die Filons du Cégep de Thetford Mines in der dritten College-Division spielte. Robo erzielte 1.191 Rushing Yards für 16 Touchdowns, womit er die Division anführte. Mit den Filons erreichte Robo den Bol d'or, welchen sie allerdings gegen Le Noir et Or de Valleyfield verloren. Für seine Leistungen wurde Robo als Offensivspieler des Jahres der Nordost-Sektion ausgezeichnet sowie in das Nordost-All-Star-Team gewählt.
Mit der französischen Nationalmannschaft nahm Robo an der Weltmeisterschaft 2015 in Ohio teil. Darüber hinaus verpflichtete er sich 2015 für die Carabins de l’Université de Montréal aus der höchsten Universitätsliga Kanadas. In seiner ersten Saison kam er in drei Spielen zum Einsatz und verzeichnete dabei einen Touchdown. In seiner Abwesenheit gewannen die Carabins den Dunsmore Cup, den höchsten Titel im Québec. In der Saison 2018 führte Robo die Carabins mit 484 Rushing Yards für vier Touchdowns an. Zudem erzielte er 157 Receiving Yards für weitere zwei Touchdowns.
Beim CFL Combine 2019 in Toronto lief Robo mit 4,59 Sekunden die schnellste Zeit aller globalen Teilnehmer beim 40 Yard Dash. Beim European CFL Draft 2019 wurde Robo an dritter Stelle von den Alouettes de Montréal ausgewählt und wenig später unter Vertrag genommen. Er wurde jedoch am Ende des Trainingslagers am 9. Juni 2019 entlassen. Wenige Tage später wurde er von den Calgary Stampeders verpflichtet. Nachdem er zunächst auf dem Practice Roster stand, gab er am 2. September 2019 sein Debüt in der CFL. Die Stampeders verlängerten seinen Vertrag um eine weitere Saison, doch fand 2020 aufgrund der Covid-19-Pandemie kein Spielbetrieb in der CFL statt. Im Februar 2021 entließen die Stampeders Robo. Kurz darauf wurde er von den Toronto Argonauts verpflichtet. Für die Argonauts kam er in der CFL-Saison 2021 als Fullback und Special-Teams-Spieler in zwölf Spielen zum Einsatz und verzeichnete dabei drei Tackles. Robo wurde nach dem ersten Preseason-Spiel im Mai 2022 von den Argonauts entlassen.
Für die Saison 2023 unterschrieb Robo einen Vertrag bei Stuttgart Surge aus der European League of Football (ELF). Bei seinem Debüt gegen die Paris Musketeers erzielte er einen Rushing Touchdown. Aufgrund einer Verletzung fiel er nach der vierten Spielwoche für die restliche Saison aus.

## Privates
Robo zog als Jugendlicher nach Frankreich. Er studierte an der Université de la Méditerranée Aix-Marseille II, als er mit dem Footballspielen begann. An der Universität Montreal studierte er das Fach Optimierung der Logistikkette.